# Arrêt Amicale des Annamites de Paris
L'arrêt Amicale des Annamites de Paris est un arrêt rendu par le Conseil d'État français le 11 juillet 1956. Cet arrêt est important en droit administratif ainsi qu'en droit des libertés publiques car il consacre la liberté d'association comme principe fondamental reconnu par les lois de la République (PFRLR).

## Exposé des faits
L'arrêt nous présente une requête de l’Amicale des Annamites de Paris, représenté par Nguyen-Duc-Frang, agissant dans l’espoir d’annuler pour excès de pouvoir la décision du 30 avril 1953 du ministre de l’Intérieur en fonction. Ce dernier avait considéré comme nulle l’association en application du décret du 12 avril 1939 relatif aux associations étrangères.

## Analyse par le Conseil d'État
Le Conseil d'État a non seulement incorporé les principes fondamentaux reconnus par les lois de la République (PFRLR) à ses normes de référence pour contrôler la légalité (au sens large) des actes administratifs. Mais il va aussi beaucoup plus loin car le préambule de la Constitution de 1946 (IVème République) ne fait que réaffirmer "solennellement les droits et libertés de l'homme et du citoyen consacrés par la Déclaration des droits de 1789 et les principes fondamentaux reconnus par les lois de la République". Il ne cite pas ces fameux PFRLR. Le Conseil d'État va alors consacrer de lui-même la liberté d'association découlant de la loi du 1er juillet 1901 comme principe fondamental reconnu par les lois de la République. C'est l'une des rares et uniques fois que le Conseil d'État crée une norme à caractère constitutionnelle.
Le Conseil d'État va donc annuler l'acte pris par le ministre de l'Intérieur constatant la nullité de l'association en question du fait du principe fondamental reconnu par les lois de la République à valeur constitutionnelle.